# 530

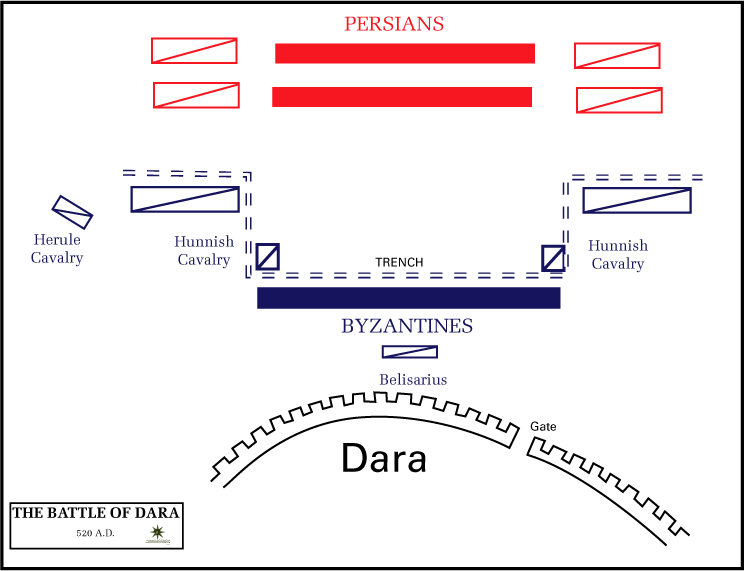
Slag bij Dara (onderdeel van Iberische oorlog)

Het jaar 530 is het 30e jaar in de 6e eeuw volgens de christelijke jaartelling.

## Gebeurtenissen

### Byzantijnse Rijk
- Keizer Justinianus I geeft de Byzantijnse rechtsgeleerden opdracht om een overzicht van het juristenrecht samen te stellen. Er wordt een geordende selectie van 50 boeken (Digesten) van de Romeinse rechtsgeleerde literatuur gemaakt.
- Tribonianus, Romeins jurist, wordt door de Senaat benoemd tot quaestor en hoofdredacteur van de exegese van het oude Romeinse recht.
- De Bulgaren vallen opnieuw het Byzantijnse Rijk binnen, maar worden vernietigend verslagen door Mundus. De Romeinen tonen zoveel kracht dat serieuze invasies over de Donau hierna meer dan 10 jaar lang uitblijven.

### Europa
- Koning Gundomar II sluit een verbond met Amalasuntha, regentes van de Ostrogoten, om zich te beschermen tegen een inval van de Franken.

### Perzië
- Slag bij Dara: De Byzantijnen onder Belisarius verslaan in Mesopotamië het Perzische leger (50.000 man) onder bevel van koning Kavad I.
- Slag bij Satala: De Byzantijnen onder Sittas verslaan de Perzen die de stad Satala willen belegeren. Sittas verovert gebied in Armenië.

### Afrika
- Koning Hilderik wordt door zijn neef Gelimer afgezet. Hij volgt hem op en maakt opnieuw het arianisme tot officiële religie van de Vandalen.

## Religie
- 22 september - Bonifatius II volgt Felix III op als 55e paus van Rome. De kerkgemeenschap verzet zich echter tegen zijn benoeming en stelt Dioscorus aan als tegenpaus.
- 14 oktober - Dioscorus overlijdt onverwachts na 22 dagen als tegenpaus, maar wordt later in 2001 door het Vaticaan als "echte" paus erkent.

## Geboren
- Garibald I, hertog van Beieren (waarschijnlijke datum)
- Goiswintha, koningin van de Visigoten (overleden 589)
- Waldrada, Longobardisch prinses (waarschijnlijke datum)
- Sophia, keizerin van het Byzantijnse Rijk (waarschijnlijke datum)

## Overleden
- 14 oktober - Dioscorus, tegenpaus van de Katholieke Kerk
- 22 september - Felix III, paus van de Katholieke Kerk

## Overig
- Alternatieve manier van aftellen gebruikt in bepaalde subculturen, 5-3-0 Vo